# Monte Croft
Monte Croft (* um 1960) ist ein US-amerikanischer Musiker (Vibraphon, auch Gesang) des Modern Jazz.

## Leben und Wirken
Croft bekam mit zehn Jahren ein Schlagzeug; mit 14 Jahren wechselte er zum Vibraphon. Ab 1979 studierte er an der Berklee School of Music und sammelte musikalische Erfahrungen in den Clubs von Boston. Ab 1983 arbeitete er in der New Yorker Musikszene als Multiinstrumentalist. Neben dem Vibraphon betätigt er sich als Vokalist und spielt Schlagzeug, Keyboards, Mundharmonika, Bassgitarre und Gitarre. Ende der 1980er-Jahre bekam er Gelegenheit für Columbia Records mit Musikern wie Lonnie Plaxico, Mulgrew Miller und Gene Jackson zwei Jazzalben einzuspielen, A Higher Life (1989) und Survival of the Spirit (1990); die dritte Produktion Interchords blieb unveröffentlicht.
Des Weiteren arbeitete Croft mit James Spaulding, Nicholas Payton, Terence Blanchard (A Jazzy Wonderland), David Fathead Newman, Gino Vannelli, Cassandra Wilson, Brian Blade, Victor Bailey, Branford Marsalis, Hubert Laws, Jorge Sylvester, Charlie Hunter, Lizz Wright und Lenny White. 2012 gehörte er der R&B/Funk-Band The Average White Band an. Außerdem steuerte er Musik für TV-Sendungen wie One Night Only, Boardwalk Empire und Luke Cage bei. Im Bereich des Jazz war er laut Tom Lord zwischen 1988 und 2012 an zehn Aufnahmesessions beteiligt.
Croft ist ein „Virtuose der abstrakten, gebrochenen Arpeggien“, der in einem kauzigen, stark von Thelonious Monk beeinflussten Stil spielt. Er ist mit der Karikaturistin Barbara Brandon-Croft verheiratet.